# Dioscorea puncticulata
Dioscorea puncticulata är en enhjärtbladig växtart som beskrevs av Reinhard Gustav Paul Knuth. Dioscorea puncticulata ingår i släktet Dioscorea och familjen Dioscoreaceae. Inga underarter finns listade i Catalogue of Life.